# Breuil-Magné
Pour les articles homonymes, voir Breuil et Magné.
Breuil-Magné est une commune du Sud-Ouest de la France située dans le département de la Charente-Maritime, en région Nouvelle-Aquitaine.
Ses habitants sont appelés les Breuillais et les Breuillaises.
Commune de banlieue de l'agglomération rochefortaise, elle prolonge le front d'urbanisation au nord de Rochefort.

## Géographie
La commune de Breuil-Magné est située dans le Sud-Ouest de la France, au centre de la côte atlantique dont elle est distante d'une dizaine de kilomètres à vol d'oiseau, faisant partie du « Midi atlantique ».
Commune de marais par excellence, elle est limitrophe de la ville voisine de Rochefort dont elle prolonge le front d'urbanisation au nord de cette dernière. Située à trois kilomètres au nord de Rochefort, la commune fait entièrement partie du marais de Rochefort. Elle est irriguée par de nombreux canaux dont les plus importants sont le canal de Ciré, le canal de Rochefort et surtout canal de Charras, dont la construction a été entreprise au début du XVIIIe siècle et s'est achevée en 1812, et qui marque la limite ouest de la commune avant d'aller se jeter dans la Charente en aval de Rochefort.

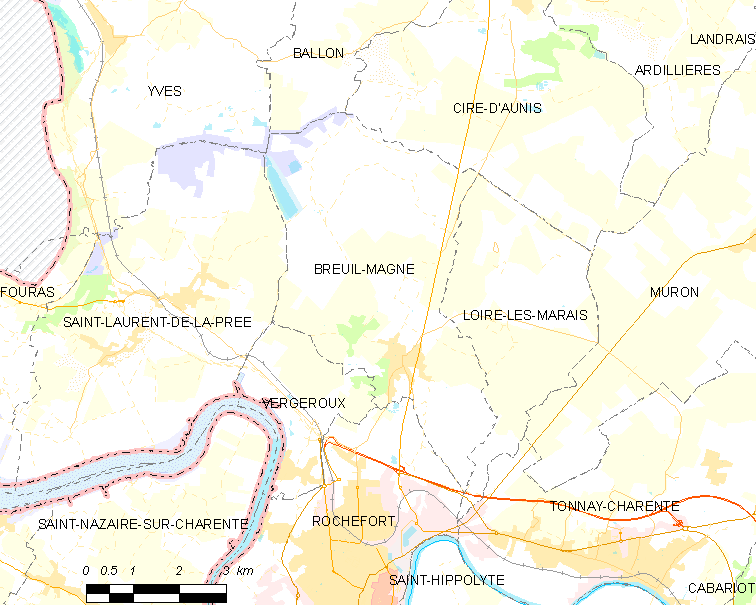
Plan de Breuil-Magné.

### Communes limitrophes
| Yves                     | Ballon       | Ciré-d'Aunis     |
| Saint-Laurent-de-la-Prée | Breuil-Magné | Loire-les-Marais |
| Vergeroux                | Rochefort    |                  |

## Urbanisme

### Typologie
Au 1er janvier 2024, Breuil-Magné est catégorisée bourg rural, selon la nouvelle grille communale de densité à 7 niveaux définie par l'Insee en 2022.
Elle appartient à l'unité urbaine de Rochefort, une agglomération intra-départementale dont elle est une commune de la banlieue,. Par ailleurs la commune fait partie de l'aire d'attraction de Rochefort, dont elle est une commune de la couronne,. Cette aire, qui regroupe 33 communes, est catégorisée dans les aires de 50 000 à moins de 200 000 habitants,.

### Occupation des sols
L'occupation des sols de la commune, telle qu'elle ressort de la base de données européenne d’occupation biophysique des sols Corine Land Cover (CLC), est marquée par l'importance des territoires agricoles (90 % en 2018), une proportion sensiblement équivalente à celle de 1990 (90,7 %). La répartition détaillée en 2018 est la suivante : 
prairies (43,8 %), terres arables (38,5 %), zones agricoles hétérogènes (7,7 %), zones urbanisées (4,4 %), zones humides intérieures (2,5 %), eaux continentales (1,7 %), forêts (1,4 %). L'évolution de l’occupation des sols de la commune et de ses infrastructures peut être observée sur les différentes représentations cartographiques du territoire : la carte de Cassini (XVIIIe siècle), la carte d'état-major (1820-1866) et les cartes ou photos aériennes de l'IGN pour la période actuelle (1950 à aujourd'hui).

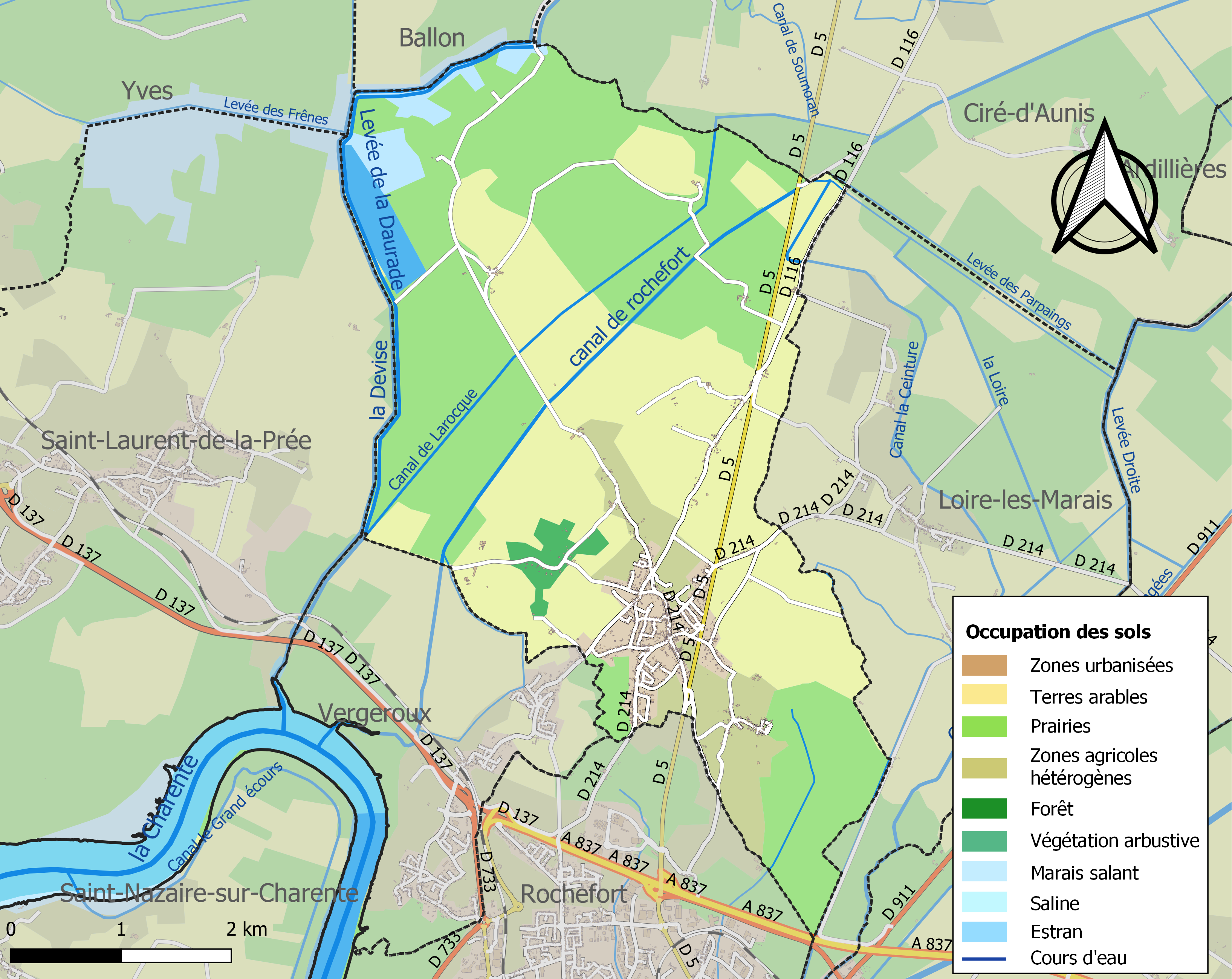
Carte des infrastructures et de l'occupation des sols de la commune en 2018 (CLC).

### Risques majeurs
Le territoire de la commune de Breuil-Magné est vulnérable à différents aléas naturels : météorologiques (tempête, orage, neige, grand froid, canicule ou sécheresse), inondations, mouvements de terrains et séisme (sismicité modérée). Il est également exposé à un risque technologique,  le transport de matières dangereuses. Un site publié par le BRGM permet d'évaluer simplement et rapidement les risques d'un bien localisé soit par son adresse soit par le numéro de sa parcelle.

#### Risques naturels
La commune fait partie du territoire à risques importants d'inondation (TRI) du littoral charentais-maritime, regroupant 40 communes concernées par un risque de submersion marine de la zone côtière, un des 21 TRI qui ont été arrêtés fin 2012 sur le bassin Adour-Garonne et confirmé en 2018 lors du second cycle de la Directive inondation, mais annulé en 2020. Les submersions marines les plus marquantes des XXe et XXIe siècles antérieures à 2019 sont celles liées à la tempête du 9 février 1924, à la tempête du 15 février 1957, aux tempêtes Lothar et Martin des 26 et 27 décembre 1999 et à la tempête Xynthia des 27 et 28 février 2010. D’une violence exceptionnelle, la tempête Xynthia a fortement endommagé le littoral de la Charente Maritime : douze personnes ont perdu la vie (essentiellement par noyade), des centaines de familles ont dû être relogées, et, sur un linéaire de l’ordre de 400 km de côte et de 225 km de défenses contre la mer, environ la moitié de ces ouvrages a subi des dommages plus ou moins importants. C’est environ 5 000 à 6 000 bâtiments qui ont été submergés et 40 000 ha de terres agricoles. La commune a été reconnue en état de catastrophe naturelle au titre des dommages causés par les inondations et coulées de boue survenues en 1982, 1993, 1999 et 2010,.

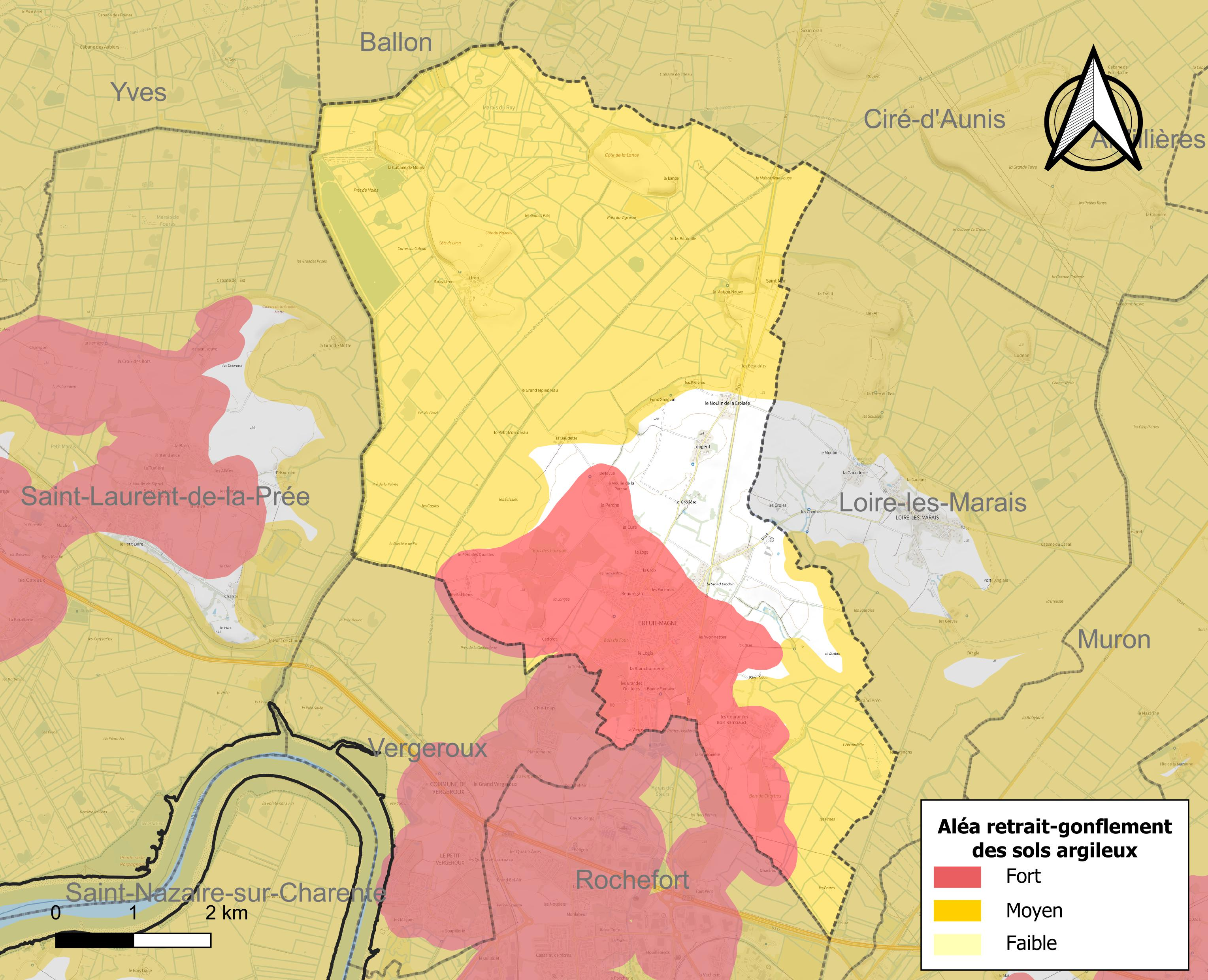
Carte des zones d'aléa retrait-gonflement des sols argileux de Breuil-Magné.

Les mouvements de terrains susceptibles de se produire sur la commune sont des tassements différentiels.
Le retrait-gonflement des sols argileux est susceptible d'engendrer des dommages importants aux bâtiments en cas d’alternance de périodes de sécheresse et de pluie. 88,5 % de la superficie communale est en aléa moyen ou fort (54,2 % au niveau départemental et 48,5 % au niveau national). Sur les 743 bâtiments dénombrés sur la commune en 2019,  670 sont en aléa moyen ou fort, soit 90 %, à comparer aux 57 % au niveau départemental et 54 % au niveau national. Une cartographie de l'exposition du territoire national au retrait gonflement des sols argileux est disponible sur le site du BRGM,.
Par ailleurs, afin de mieux appréhender le risque d’affaissement de terrain, l'inventaire national des cavités souterraines permet de localiser celles situées sur la commune.
Concernant les mouvements de terrains, la commune a été reconnue en état de catastrophe naturelle au titre des dommages causés par la sécheresse en 1989, 1991, 1993, 2003, 2005, 2011, 2017 et 2018 et par des mouvements de terrain en 1999 et 2010.

#### Risques technologiques
Le risque de transport de matières dangereuses sur la commune est lié à sa traversée par une ou des infrastructures routières ou ferroviaires importantes ou la présence d'une canalisation de transport d'hydrocarbures. Un accident se produisant sur de telles infrastructures est susceptible d’avoir des effets graves sur les biens, les personnes ou l'environnement, selon la nature du matériau transporté. Des dispositions d’urbanisme peuvent être préconisées en conséquence.

## Toponymie
De l'ancien français breuil, dérivé du gaulois brogilos, désignant un « petit bois » ou un « petit bois entouré d’une haie ».

## Administration

### Liste des maires
| Période                                  | Période  | Identité           | Étiquette | Qualité                                |
| ---------------------------------------- | -------- | ------------------ | --------- | -------------------------------------- |
| Les données manquantes sont à compléter. |          |                    |           |                                        |
|                                          |          |                    |           |                                        |
| 2001                                     | 2014     | Jean-Pierre Migaud | DVD       |                                        |
| 2014                                     | mai 2020 | Annie Beneteau     | DVD       | Retraitée                              |
| mai 2020                                 | En cours | Patricia François  | DVG       | Conseillère départementale depuis 2021 |

### Région
À la suite de la réforme administrative de 2014 ramenant le nombre de régions de France métropolitaine de 22 à 13, la commune appartient depuis le 1er janvier 2016 à la région Nouvelle-Aquitaine, dont la capitale est Bordeaux. De 1972 au 31 décembre 2015, elle a appartenu à la région Poitou-Charentes, dont le chef-lieu était Poitiers.

## Population et société

### Démographie

#### Évolution démographique
L'évolution du nombre d'habitants est connue à travers les recensements de la population effectués dans la commune depuis 1793. Pour les communes de moins de 10 000 habitants, une enquête de recensement portant sur toute la population est réalisée tous les cinq ans, les populations de référence des années intermédiaires étant quant à elles estimées par interpolation ou extrapolation. Pour la commune, le premier recensement exhaustif entrant dans le cadre du nouveau dispositif a été réalisé en 2005.

En 2022, la commune comptait 1 891 habitants, en évolution de +14,12 % par rapport à 2016 (Charente-Maritime : +4,04 %, France hors Mayotte : +2,11 %).
| 1793 | 1800 | 1806 | 1821 | 1831 | 1836 | 1841 | 1846 | 1851 |
| ---- | ---- | ---- | ---- | ---- | ---- | ---- | ---- | ---- |
| 515  | 409  | 480  | 520  | 519  | 597  | 576  | 613  | 628  |

| 1856 | 1861 | 1866 | 1872 | 1876 | 1881 | 1886 | 1891 | 1896 |
| ---- | ---- | ---- | ---- | ---- | ---- | ---- | ---- | ---- |
| 729  | 706  | 647  | 588  | 639  | 658  | 729  | 715  | 673  |

| 1901 | 1906 | 1911 | 1921 | 1926 | 1931 | 1936 | 1946 | 1954 |
| ---- | ---- | ---- | ---- | ---- | ---- | ---- | ---- | ---- |
| 703  | 743  | 705  | 702  | 623  | 578  | 622  | 573  | 641  |

| 1962 | 1968 | 1975 | 1982  | 1990  | 1999  | 2005  | 2006  | 2010  |
| ---- | ---- | ---- | ----- | ----- | ----- | ----- | ----- | ----- |
| 707  | 698  | 972  | 1 156 | 1 160 | 1 224 | 1 429 | 1 468 | 1 655 |

| 2015  | 2020  | 2022  | - | - | - | - | - | - |
| ----- | ----- | ----- | - | - | - | - | - | - |
| 1 638 | 1 823 | 1 891 | - | - | - | - | - | - |

#### Pyramide des âges
En 2018, le taux de personnes d'un âge inférieur à 30 ans s'élève à 30,1 %, soit au-dessus de la moyenne départementale (29 %). À l'inverse, le taux de personnes d'âge supérieur à 60 ans est de 27,8 % la même année, alors qu'il est de 34,9 % au niveau départemental.
En 2018, la commune comptait 840 hommes pour 891 femmes, soit un taux de 51,47 % de femmes, légèrement inférieur au taux départemental (52,15 %).
Les pyramides des âges de la commune et du département s'établissent comme suit.
| Hommes | Classe d’âge | Femmes |
| ------ | ------------ | ------ |
| 0,6    | 90 ou +      | 1,1    |
| 7,6    | 75-89 ans    | 8,1    |
| 18,6   | 60-74 ans    | 19,6   |
| 24,2   | 45-59 ans    | 25,1   |
| 17,2   | 30-44 ans    | 17,7   |
| 12,5   | 15-29 ans    | 9,0    |
| 19,3   | 0-14 ans     | 19,5   |

| Hommes | Classe d’âge | Femmes |
| ------ | ------------ | ------ |
| 1,1    | 90 ou +      | 2,6    |
| 10,1   | 75-89 ans    | 12,6   |
| 22     | 60-74 ans    | 23,2   |
| 20,1   | 45-59 ans    | 19,7   |
| 16,1   | 30-44 ans    | 15,6   |
| 15,2   | 15-29 ans    | 12,7   |
| 15,4   | 0-14 ans     | 13,6   |

## Lieux et monuments
- L'église Saint-Pierre fut construite entre 1848 et 1849, elle possède un chemin de croix datant de 1849, et elle est construite à une altitude de 18 m.
- Le prieuré de La Lance construit avant 1182 par les moines de l'ordre de Grandmont, fondé par saint Étienne de Muret.
- Le moulin de la Grollière, le moulin de la Croisée et le moulin de la Perche.
- Le canal de Charras.
- La cabane de Moins, l'un des pôles-nature de Charente-Maritime.
- Deux fours à pains datant du XVe siècle.

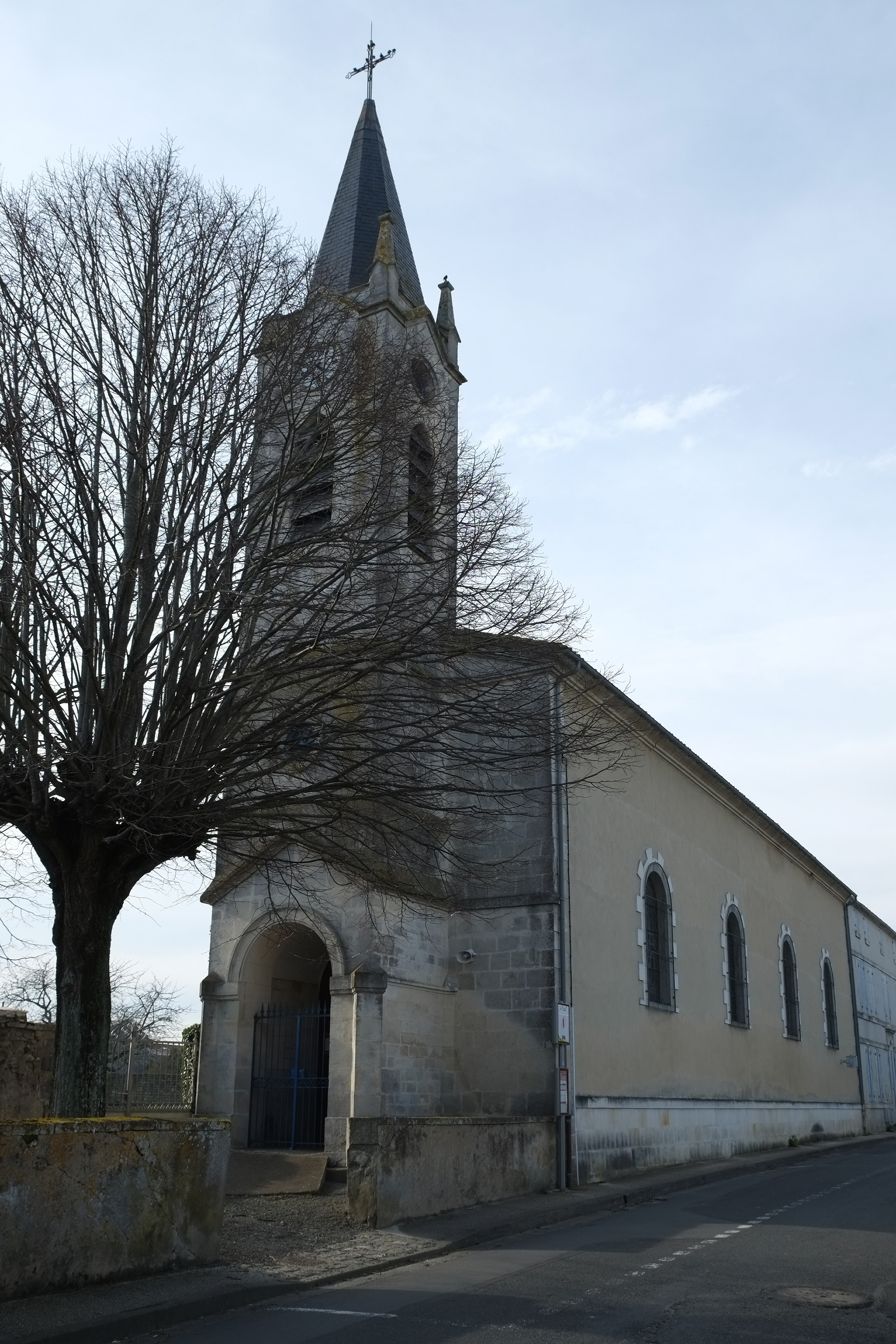
Église Saint-Pierre.
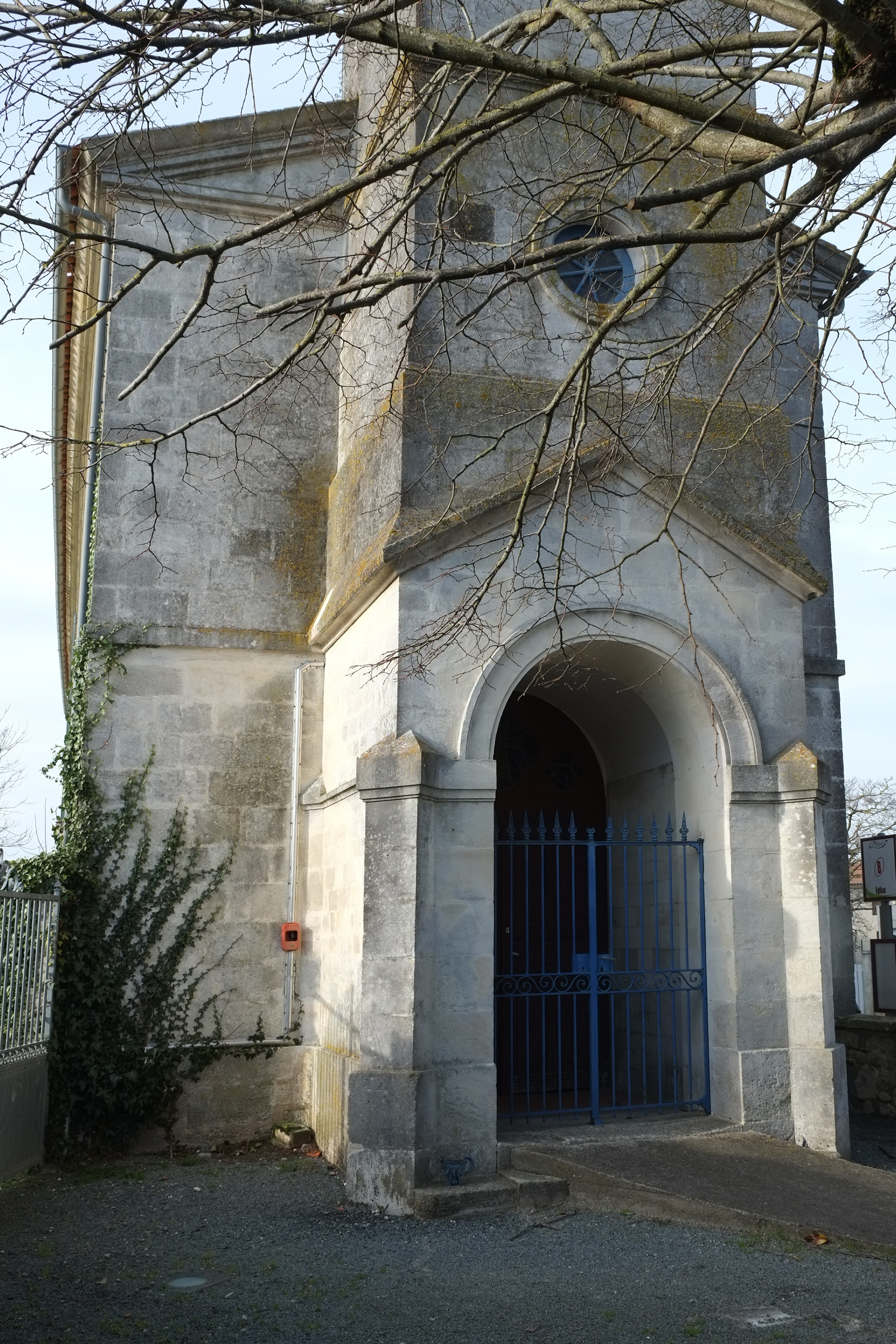
Église Saint-Pierre, porche.
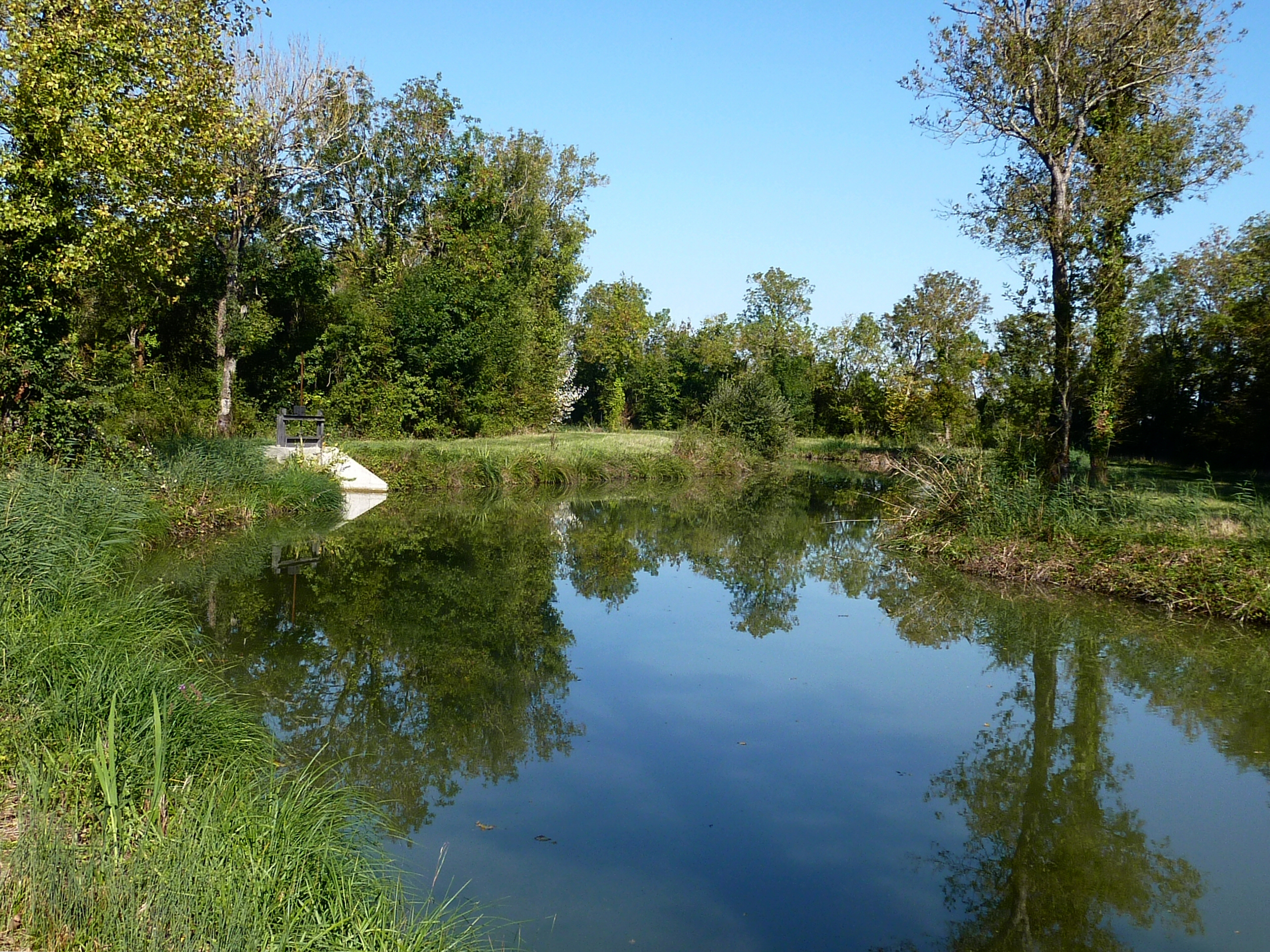
Le canal de Charras.
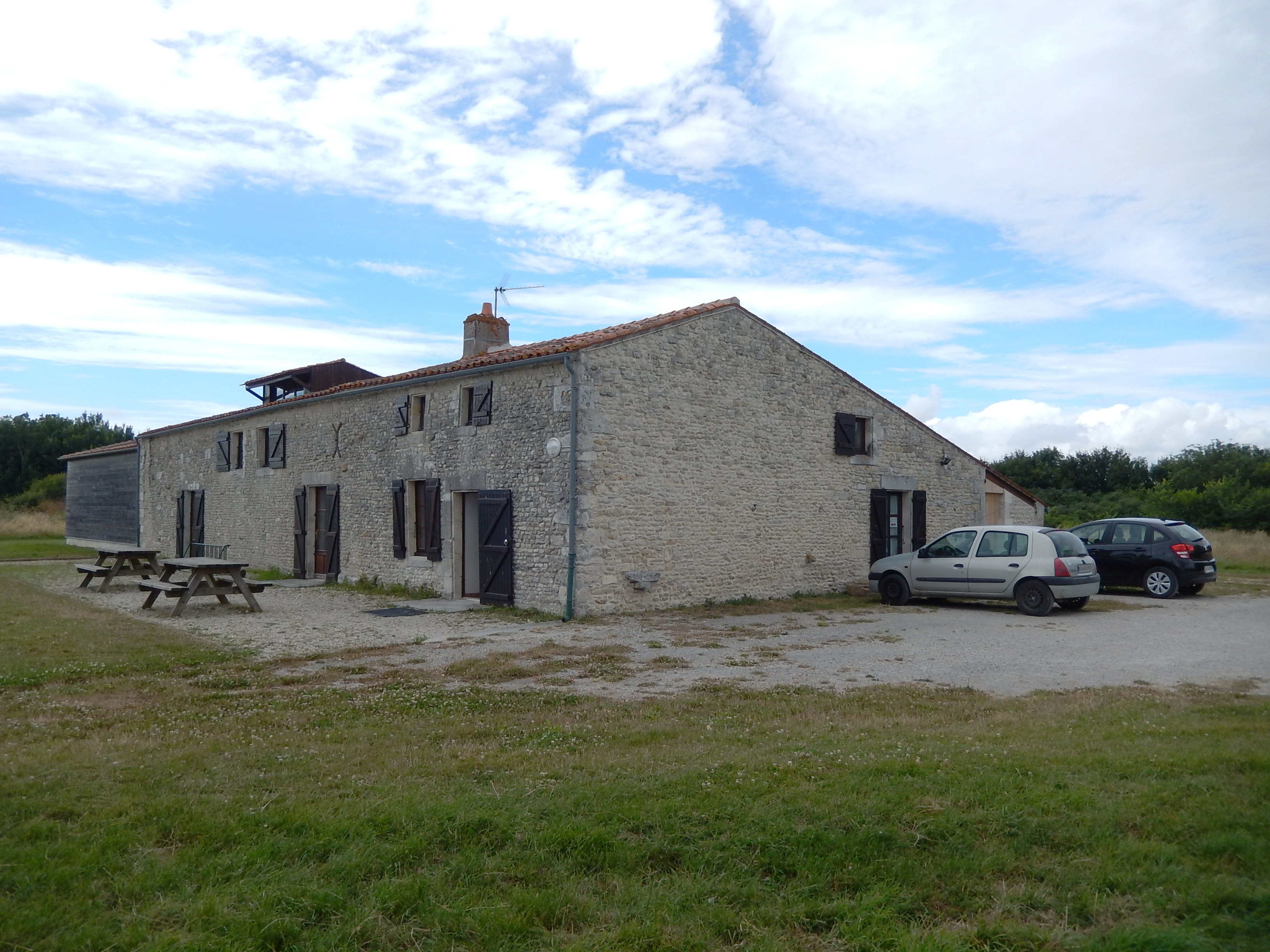
La cabane de Moins.
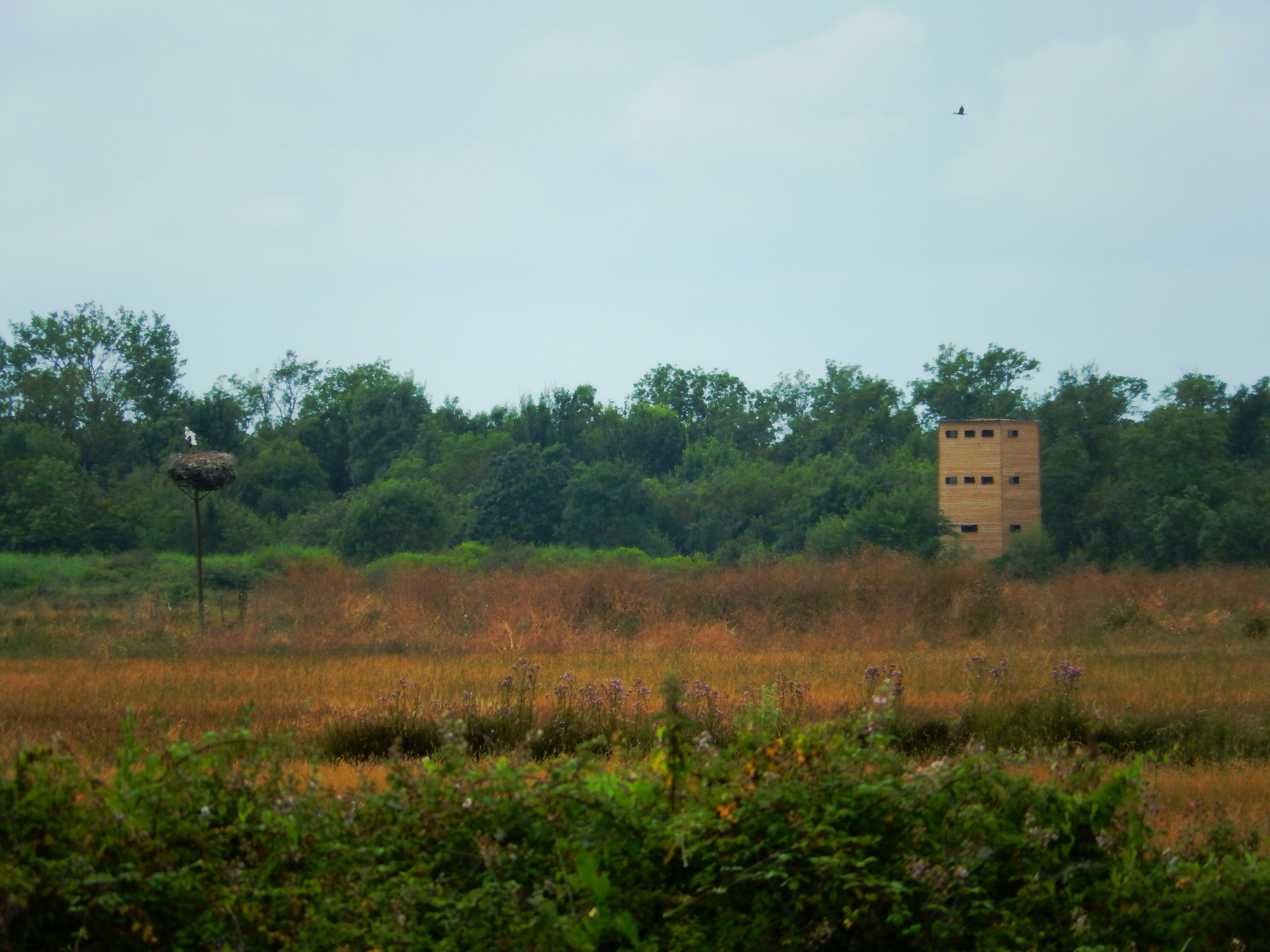
Les prés de Moins, avec à droite sur l'image, un point d'observation des oiseaux.
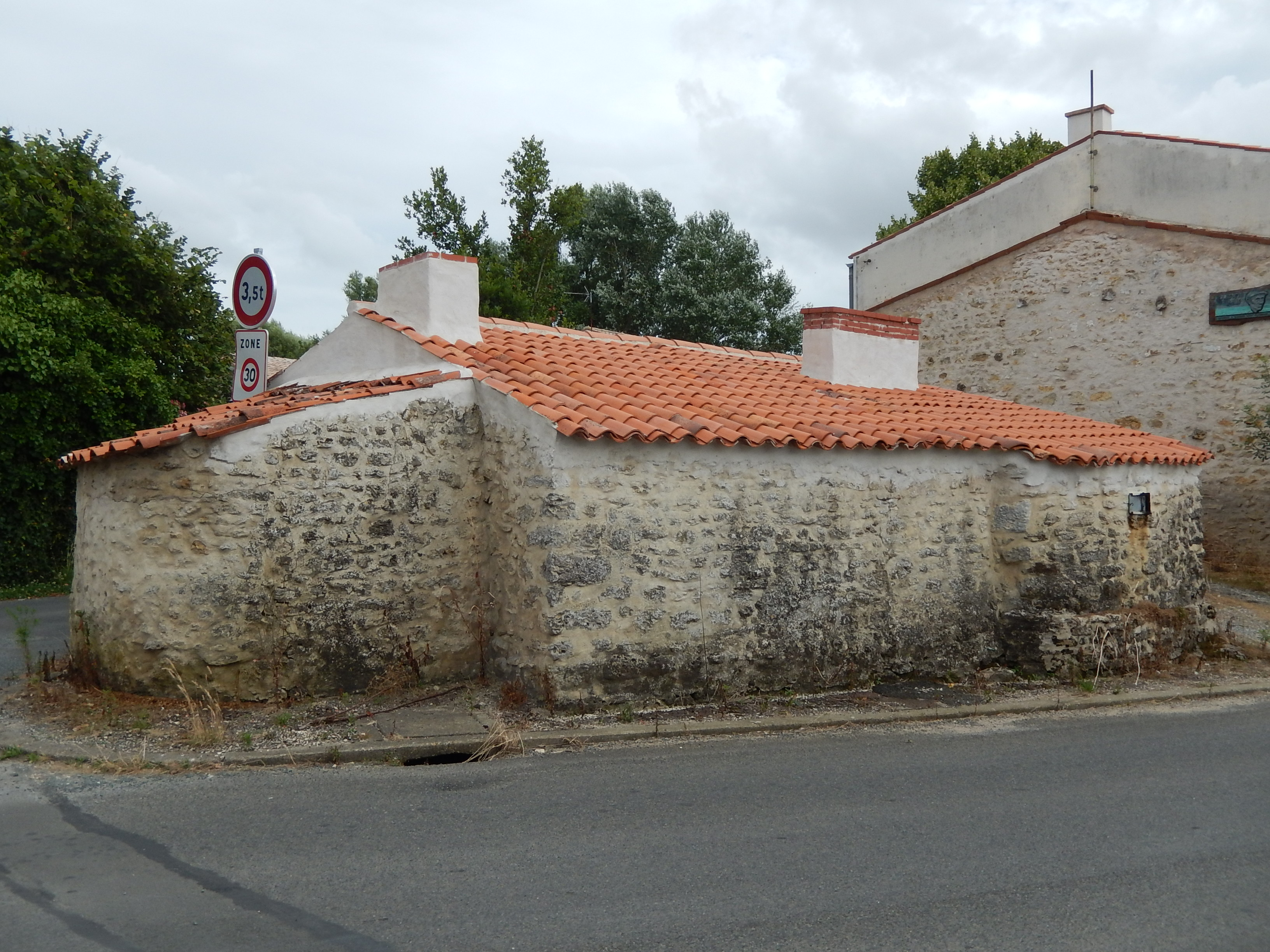
Le four à pain au nord de la rue des Vieux Fours.

## Personnalités liées à la commune
Le Dr Auguste Neveu a exercé au Breuil-Magné et y est connu pour avoir guéri de nombreux cas de diphtérie, poliomyélite, fièvre aphteuse (entre autres), par le traitement cytophylactique à base de chlorure de magnésium.

## Héraldique
| Blason | Blasonnement : Écartelé : au 1er d’argent à la maison en perspective du même essorée d’or, ouverte et ajourée de gueules, brochant sur trois cyprès de sinople rangés en fasce, au 2e d’azur au moulin d’argent ailé d’or et essoré de gueules, au 3e coupé-ondé en chef-barre-champagne d’azur et d’argent, à deux touffes de jonc d’or mouvant du trait de partition à chaque flanc et à l’oiseau de gueules contourné en vol, au 4e d’argent à trois arbres coupés au naturel rangés en fasce. |